# Jan Daniels
Johan Hubert Joseph (Jan) Daniels (Nijmegen, 20 maart 1927 – Roermond, 22 april 2024) was een Nederlands politicus van de KVP en later het CDA.
Hij studeerde af aan de Katholieke Universiteit Nijmegen (KUN) in de rechten en was daarna werkzaam als jurist in algemene dienst bij de gemeente Arnhem. Begin 1955 werd hij secretaris van het planbureau van de geneeskundige faculteit aan de KUN. Bijna twee jaar later werd hij public relations officer bij de gemeente Valkenburg-Houthem als opvolger van Ruud van de Ven die benoemd was tot burgemeester van de gemeenten Bunde en Geulle. In mei 1960 werd ook Daniels benoemd tot burgemeester en wel van de gemeenten Horn en Beegden. Daarnaast was hij plaatsvervangend rechter bij de arrondissementsrechtbank in Roermond. In september 1968 volgde zijn benoeming tot burgemeester van de Zuid-Hollandse gemeente Monster en in 1975 keerde hij terug naar Limburg waar Daniels benoemd werd tot burgemeester van Roermond. In april 1992 ging hij daar met pensioen al bleef hij nog wel enkele jaren plaatsvervangend raadsheer bij de rechtbank in Den Bosch.
Daniels overleed op 22 april 2024 op 97-jarige leeftijd.